# Gancho en el cielo

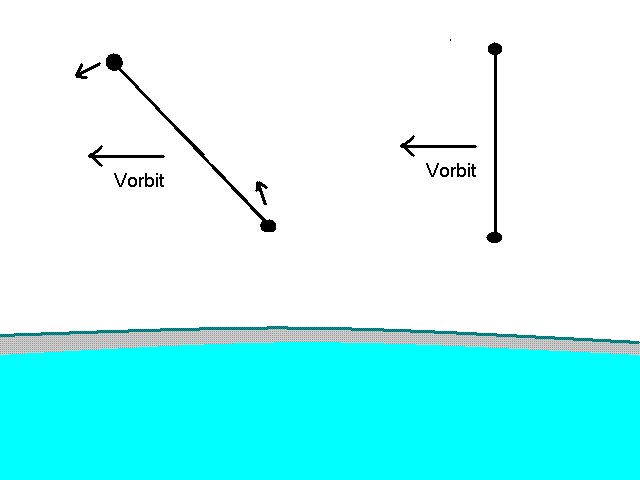
Cómo aparecería en órbita un anzuelo giratorio y no rotatorio

Un gancho en el cielo es un enlace de intercambio de impulso propuesto que apunta a reducir el costo de colocar una carga útil en el espacio. Una estación pesada en órbita  está conectada a un cable que se extiende hacia la atmósfera superior. Las cargas útiles, que son mucho más livianas que la estación, se enganchan al extremo del cable a medida que pasa, y luego se lanzan en órbita girando el cable alrededor del centro de masa. La estación puede entonces reiniciarse a su altitud original mediante propulsión electromagnética, propulsión de cohete o desorbitando otro objeto de masa igual a la carga útil.
Un gancho en el cielo se diferencia de un elevador espacial de órbita geoestacionaria en que el primero sería mucho más corto y no entraría en contacto con la superficie de la Tierra. También requeriría un vehículo de lanzamiento suborbital para alcanzar su extremo inferior, mientras que un elevador espacial no lo haría.